# Казе дел Молино (Павија)
Казе дел Молино је насеље у Италији у округу Павија, региону Ломбардија.
Према процени из 2011. у насељу је живело 61 становника. Насеље се налази на надморској висини од 289 м.